# When Rivers Meet
When Rivers Meet ist eine britische Bluesrockband, die 2016 vom Ehepaar Grace (Gesang, Mandoline, Geige) und Aaron Bond (Gitarre, Gesang) gegründet wurde. Nach ihrem Album We Fly Free, das im Mai 2020 zu Beginn der COVID-19-Pandemie erschien, wurde die Band vielfach ausgezeichnet.

## Bandgeschichte
When Rivers Meet wurde 2016 vom Ehepaar Grace (geborene Holmes) und Aaron Bond gegründet. Als sie sich 2005 zum ersten Mal trafen, hatte Grace bereits einen Ruf als stimmgewaltige Sängerin und Aaron hatte in lokalen Rockbands gespielt. Aaron spielt Gitarre, Grace bisweilen Mandoline und Geige.
Das Duo begann 2019 eine Tournee durch Großbritannien in einem VW-Bus. Im September erschien ihre erste EP The Uprising. Wegen der COVID-19-Pandemie mussten sie jedoch die Tour abbrechen. Stattdessen konzentrierten sie sich auf Online-Auftritte und wöchentliche Livestream-Sitzungen auf Facebook, die sich als sehr beliebt erwiesen und ihre Erwartungen übertrafen. Im Mai 2020 erschien ihre zweite EP Innocence of Youth, im November 2020 dann ihr Album We Fly Free. Das Album war erfolgreich und führte 2021 zu verschiedenen Auszeichnungen für die Band (siehe Abschnitt „Auszeichnungen“).
2021 erschien das Nachfolgealbum Saving Grace, das noch besser lief als We Fly Free. Auch 2022 wurde die Band mehrfach ausgezeichnet.

## Auszeichnungen
- 2021: Emerging Blues Artist of the Year, Blues Band of the Year, Blues Album of the Year, Most Inspirational Online Performance of the Year (UK Blues Awards); Best New Band (Planet Rock’s The Rock Awards)[3]
- 2022: Blues Band of the Year, Blues Album of the Year (UK Blues Awards); Album of the Year (Blues Power Award)[3]
- 2023: Blues Band of the Year (UK Blues Awards)

## Diskografie
Quelle: 

### Alben
- 2017: Liberty
- 2020: We Fly Free
- 2021: Saving Grace
- 2022: The Boathouse Sessions
- 2022: Flying Free Tour – Live
- 2023: Aces Are High
- 2024: Breaker of Chains Tour – Live
- 2024: Live in London
- 2024: The Story So Far... Highlights Vol. 1
- 2024: Red Rum Duo Tour – Live

### EPs
- 2019: The Uprising
- 2020: Innocence of Youth